# 大三島橋
34°12′57″N 133°03′21″E / 34.21583°N 133.05583°E

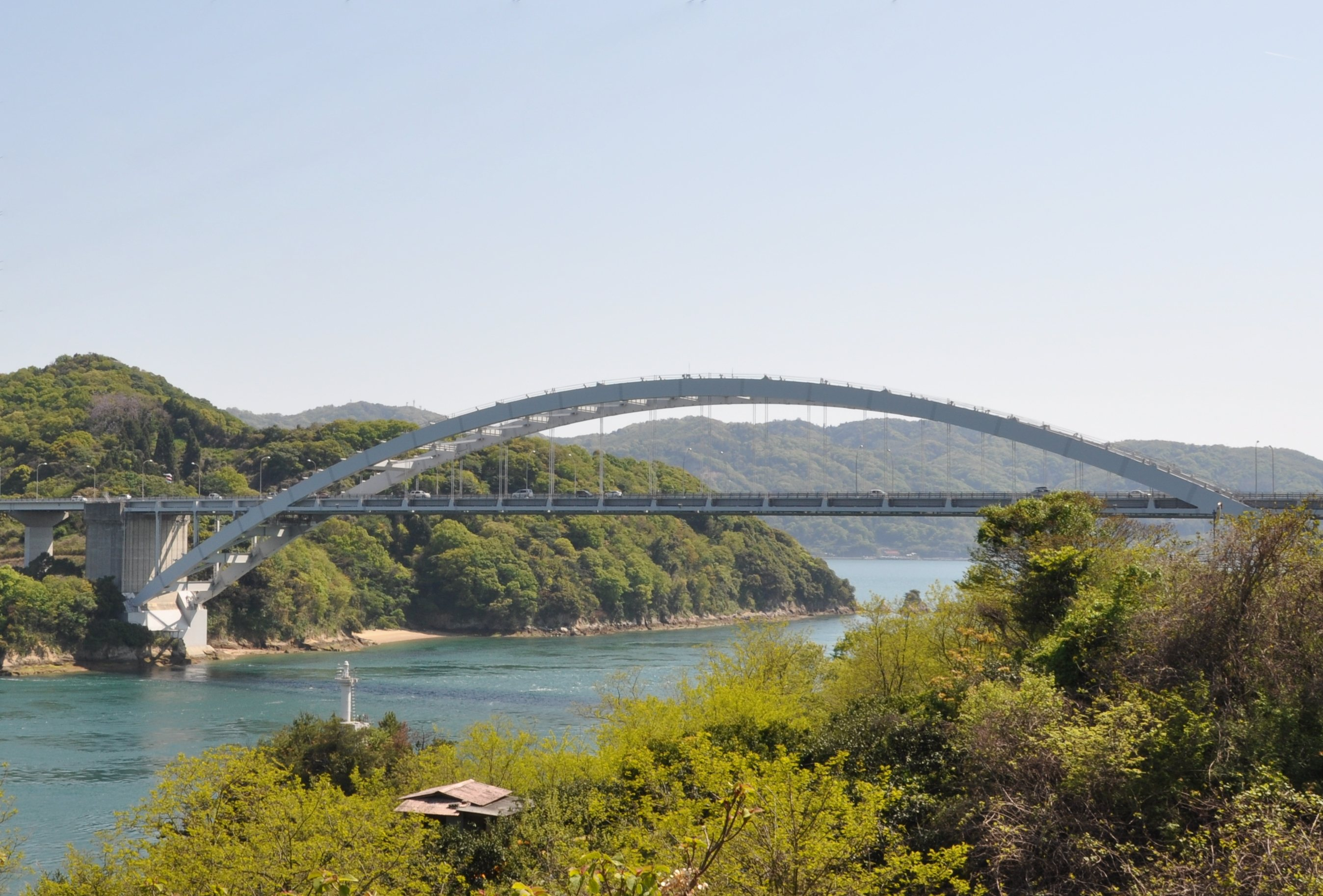

大三島橋（日语：／ Ōmishima bashi */?）是位於日本瀨戶內海鼻栗瀨戶水域的一座拱橋，也是西瀨戶自動車道的一部分，連接愛媛縣今治市管轄的伯方島和大三島。大三島橋通車於1979年，為本州四国連絡橋中最初通車的橋樑，全長328米，設計時速是80km/h。步行者、自行車、摩托車可以通行該橋樑。

## 相關項目
- 日本列島
- 本州四國聯絡道路
- 本州四國連絡橋（日语：本州四国連絡橋）
- 西瀨戶自動車道
- 因島大橋
- 生口大橋
- 多多羅大橋
- 伯方-大島大橋
- 來島海峽大橋
- 明石海峽大橋
- 鳴門大橋

## 外部連結
- JB本四高速（页面存档备份，存于） - 本州四国連絡高速道路（公式サイト）
  - しまなみ海道の橋　大三島橋 （页面存档备份，存于）
  - 本州四国連絡橋の紹介　大三島橋